# Identité de Brahmagupta
En mathématiques, l'identité de Brahmagupta est une formule utilisée pour la résolution d'équations diophantiennes. Elle est ancienne ; Diophante d'Alexandrie, un mathématicien grec vivant probablement au IIIe siècle après J.C., en établit un cas particulier pour l'étude d'un ancêtre du théorème des deux carrés de Fermat. Brahmagupta (598-668) l'établit dans toute sa généralité pour résoudre une question associée à l'équation de Pell-Fermat. L'école indienne élabora par la suite un algorithme appelé « méthode chakravala », dont un ingrédient de base est l'identité de Brahmagupta.

## Identités
Une première forme, souvent appelée « identité de Diophante » (Arithmetica, Livre III, 19) , ou « identité de Fibonacci » montre que le produit de deux nombres, égaux chacun à une somme de deux carrés, est lui-même une somme de deux carrés. Plus précisément :
où A désigne un anneau commutatif.
L'usage le plus fréquent est celui où A est l'anneau des entiers relatifs ou le corps des rationnels, des réels ou des complexes.
Sous sa forme générale, l'identité de Brahmagupta est
Elle se déduit de celle de Diophante en multipliant {\displaystyle b} et {\displaystyle d} par {\displaystyle {\sqrt {-n}}} (c.-à-d. par {\displaystyle e}, dans l'anneau quotient générique {\displaystyle \mathbb {Z} \left[a,b,c,d,n,e\right]/(e^{2}+n)}). Inversement, l'identité de Diophante est le cas particulier {\displaystyle n=-1} de celle de Brahmagupta.
On obtient des formes équivalentes de ces deux identités en remplaçant {\displaystyle b} par son opposé :

## Remarques
- L'identité de Brahmagupta exprime la multiplicativité de la norme relative à une extension quadratique.
- Un cas particulier est la multiplicativité du module d'un nombre complexe : si u = a + ib et v = c + id avec a, b, c, d réels, l'identité de Diophante exprime que |u|2 |v|2 = |uv|2.
- Posant dans l'espace euclidien {\displaystyle \mathbb {R} ^{2}} {\displaystyle u=(a,b),v=(d,c)}, l'identité de Diophante exprime que {\displaystyle \|u\|^{2}\|v\|^{2}=(\det(u,v))^{2}+(u.v)^{2}}.
- L'identité des quatre carrés d'Euler peut être vue comme une généralisation, utilisant la norme des quaternions.
- Il existe une identité similaire en huit carrés, dérivée des nombres de Cayley et liée à la périodicité de Bott (en).